# François Génin
Pour les articles homonymes, voir Génin.
François Génin (né le 16 février 1803 à Amiens, mort le 20 mai 1856 à Paris) est un journaliste et romaniste français.

## Biographie
Génin devient professeur de lycée à Laon et Strasbourg. Son ami Émile Littré l'aide à travailler comme rédacteur pour le journal Le National, où il se fait un nom en tant que journaliste anticlérical militant, notamment dans une bataille polémique avec les Jésuites. En 1846, il est professeur à la Faculté des Lettres de Strasbourg. À partir de 1845, il publie en succession rapide des ouvrages philologiques romanistiques. À la suite de la révolution de 1848, il devient chef de département au ministère de l'Éducation et y reste jusqu'en mai 1852.
Génin est un sensualiste et un historien influencé par le romantisme. Il met en avant l'époque médiévale méprisée jusqu'au XVIIIe siècle et appelle dans la préface de son livre Des Variations du langage français l'établissement de chaires d'ancien français. En tant que sensualiste, il est contre le purisme rationaliste de son temps qui se réfère à Voltaire et a appelle à la libération du langage du joug des grammairiens : « Il est donc urgent de retremper notre langue à ses sources antiques et populaires, si nous voulons sauver son génie agonisant » (Lexique comparé de la langue de Molière). En ce sens, il étudie les éléments vernaculaires de Molière et publie la grammaire française (écrite en anglais) de John Palsgrave.

## Publications
- De l'originalité et de l'imitation, thèse de littérature présentée à l'Académie de Strasbourg et soutenue publiquement le jeudi 25 juillet 1833, pour obtenir le grade de docteur ès-lettres, Strasbourg : Imprimerie de F.-G. Levrault, 1833 (Lire en ligne)
- Des variations du langage français depuis le XIIe siècle, ou Recherche des principes qui devraient régler l'orthographe et la prononciation, Paris : chez Firmin Didot frères, 1845 (Lire en ligne)
- Lexique comparé de la langue de Molière et des écrivains du XVIIe siècle ; suivi d'une lettre à M. A.-F. Didot sur quelques points de philologie française Paris : chez Firmin Didot frères, 1846 (Lire en ligne)
- Ou l'Église ou l'État, Paris : chez Chamerot, 1847 (Lire en ligne)
- Introduction à la Chanson de Roland: suivie du manuscrit de Valenciennes, Paris : Imprimerie nationale, 1850  (lire en ligne)
- Récréations philologiques: ou recueil de notes pour servir à l’histoire des mots de la langue française, Paris : chez Chamerot (Lire en ligne : tome 1 : 1956 ou 2e éd.: 1858 & tome 2 : 1856)